# Brevibora
Brevibora – rodzaj słodkowodnych ryb z rodziny karpiowatych (Cyprinidae).

## Występowanie
Wody Półwyspu Malajskiego i Indonezja.

## Klasyfikacja
Gatunki zaliczane do tego rodzaju:
- Brevibora cheeya
- Brevibora dorsiocellata – razbora sumatrzańska[2]

Gatunkiem typowym jest Rasbora dorsiocellata (B. dorsiocellata).